# 策略 (博弈論)
在賽局理論裡，玩家在賽局中的策略是指在所有可能發生情況下的一套完整行動計畫；這完全決定了玩家的行為。玩家的策略會決定玩家在賽局的任一階段所採取的行動，不論這一階段之前是如何演變而來的。
策略組合是每個玩家都完全選定他們在賽局中所有行動的一套策略。一個策略組合對每個玩家都必須包括一個且只能一個的策略。
策略有時會和移動搞混。移動是指玩家在賽局中某一點所採取的行動；策略則是完整的演算法，告訴玩家在賽局中的每一個可能情況下要如何動作。

## 策略集合
策略集合是個由玩家所能採取的策略所組成的集合。
若玩家有有限個具體的策略可供選擇，則稱其有個有限策略集合。例如，在單一次剪刀、石頭、布裡，每一個玩家都有一個有限策略集合 {剪刀, 石頭, 布} 。若有無限個具體的策略可供選擇，則稱其有個無限策略集合。例如，有規範出價增額的拍賣會有個無限策略集合 {$10, $20, $30, ...} 。另外，在分蛋糕問題裡則有個連續的策略集合 {在蛋糕的百分之零至百分之百間的任一處切分} 。
在動態賽局裡，策略集合是由玩家能夠給定機器人如何進行賽局的規則所組成的。例如，在最後通牒賽局裡，第二位玩家的策略集合應該是由要接受及要拒絕的各種規則所組成的。
在貝氏賽局裡，其策略集合和動態賽局的相似，由任何私有情報所會採取的行動規則所組成。

### 選擇策略集合
在應用賽局理論裡，策略集合的定義是使賽局能同時可解及有意義的重要一部份；利用對整個問題的了解來限制策略空間，以簡化問題。
例如，嚴格來說，在最後通牒賽局裡，玩家可以有策略如下：「拒絕 ($1, $3, $5, ..., $19)，而接受 ($0, $2, $4, ...,$20) 」。包括所有的策略會使得策略空間變得很大，並且得到一個稍難的問題；但對這賽局的理解，相信是可以限制其策略集合為 {拒絕所有不大於 x 的錢，而接受所有大於 x 的錢；這裡的 x 等於 ($0, $1, $2, ..., $20) 的其中一個} 。

## 純策略和混合策略
策略集合是由玩家能夠施行的純策略所組成的集合。例如「剪刀、石頭、布」中，玩家只有剪刀、石頭和布這三個策略。純策略就是只使用策略集合中其中一條策略。
混合策略是對每個純策略分配一個機率而形容的策略。混合策略允許玩家隨機選擇一個純策略。因為機率是連續的，所以即使策略集合是有限的，也會有無限多個混合策略。
當然，嚴格來說，每個純策略都是一個「退化」的混合策略，某一特定純策略的機率為 1 ，其他的則為 0 。
完全混合策略是個混合策略，其對每個純策略都分配了一個不為零的機率。（完全混合策略對如顫手完全均衡之類的均衡精細很重要。）

## 混合策略

### 例子
假設一收益矩陣表示如右（為一協調賽局）。這裡，一個玩家選擇行(Row)，另一個玩家選擇列(Column)。行玩家得到第一個收益，列玩家則得到第二個。若行玩家偏向百分之百選擇 A ，則稱他在玩純策略。若列玩家偏向以擲硬幣來決定，若頭朝上則選擇 A ，若字朝上則選擇 B ，則稱他在玩混合策略，而非純策略。

### 重要性
在約翰·福布斯·納什的一篇著名的論文裡，他證明出對每個有限賽局，都存在一個均衡。納什均衡可以分成兩類：「純策略納什均衡」，之中的所有玩家都玩純策略；和「混合策略納什均衡」，之中至少有一位玩家玩混合策略。並不是每個賽局都會有純策略納什均衡，例如賭便士就只有混合策略納什均衡，而沒有純策略納什均衡。不過，還是有許多賽局有純策略納什均衡（如協調賽局、囚徒困境和獵鹿賽局）。甚至，有些賽局能同時有純策略和混合策略均衡。

### 爭議的解釋
在1980年代時，混合策略的概念曾遭受很嚴重的攻擊，被認為是「直覺地有問題」。混合策略的核心－隨機缺乏行為的支持，人們很少會憑運氣做決定。此一行為問題在認知的難題上顯得更加嚴重，因為沒有人能夠在沒有隨機數發生器的幫助之下做出隨機的決定來。
在阿里爾·魯賓斯坦的一篇論文中，他描述了另一個了解此一概念的方法。首先，基於純化理論，並假設混合策略的解釋只是反應了對玩家資訊和決策過程認識的缺乏。明顯地，隨機決定被認為是不明確、利益無關的外部因素的結果。然而，一個由不明確的因素決定的結果很難令人感到滿意。
第二個解釋是，想像有許多組玩家在進行賽局，每組玩家都選擇一個純策略，且利益是依賴玩家們選擇策略的百分比來決定的。因此，混合策略便表示是每一組玩家所選擇的純策略的分佈。然而，這對玩家都是單獨的一組時，提不出什麼合理的解釋。
之後，奧曼和布蘭登柏格
)
重新將納什均衡解釋成是一種「信念」的均衡，而不是行動的。例如，在剪刀、石頭、布裡，信念的均衡即每個玩家都「相信」對方會平均地施行每一個策略。然而，此一解釋弱化了納什均衡的預測能力，因為在此均衡裡，「確實」地施行石頭的純策略也是可能的。
直至今日，學者們對混合策略的結果依然是很矛盾的。混合策略依然廣泛地被應用不存在純策略均衡的賽局中，以提供其一個納什均衡，但這些模型都無法說清楚為何且如何玩家能夠隨機化他們的決定。

## 另見
- 纳什均衡